# Bulbophyllum paranaense
Bulbophyllum paranaense är en orkidéart som beskrevs av Rudolf Schlechter. Bulbophyllum paranaense ingår i släktet Bulbophyllum och familjen orkidéer. Utöver nominatformen finns också underarten B. p. paranaense.